# 2MASS 0532+8246
2MASS 0532+8246 – brązowy karzeł leżący w gwiazdozbiorze Żyrafy. Należy do typu widmowego sdL7. Jego masa wynosi mniej niż 0,1 masy Słońca, a metaliczność (zawartość pierwiastków cięższych niż hel) zaledwie 0,1 do 0,01 metaliczności Słońca.